# Pavlivka (Volodímir)
Pavlivka (ucraniano: Павлі́вка; polaco: Pawliwka) es un municipio rural y pueblo de Ucrania perteneciente al raión de Volodímir de la óblast de Volinia.
En 2018 el municipio tenía una población de 7960 habitantes, de los que unos ochocientos vivían en la capital municipal y el resto repartidos en diecinueve pedanías. El municipio fue fundado en 2016 mediante la fusión de los consejos rurales de Pavlivka, Zháshkovychi, Zavýdiv, Pereslávychi, Rykóvychi, Starí Porytsk y Topýlyshche, a los que se añadieron en 2017 los de Koloná, Myliatyn y Radóvychi y en 2020 el de Lúkovychi. Además de estos once pueblos, pertenecen al actual municipio otros nueve: Samovolia, Starosilia, Trubky, Klopochyn, Volytsia, Hrushiv, Shcheniatyn, Buzhkóvychi y Oryshchi.
Se ubica unos 20 km al sureste de la capital distrital Volodímir, sobre la carretera T0302 que lleva a Horójiv. Esta carretera se cruza en el pueblo con la T0305, que une Novovolynsk con Lókachi.

## Historia
Tiene su origen en un antiguo miasteczko de origen medieval llamado Porytsk, del que Pavlivka era un barrio periférico. Se conoce la existencia de este barrio desde principios del siglo XV, cuando se construyó aquí una iglesia parroquial. En el Imperio ruso, la vólost de Porytsk, habitada principalmente por polacos y judíos, formaba parte del uyezd de Volodímir en la gobernación de Volinia. Porytsk resultó casi destruido en la Segunda Guerra Mundial, y el único barrio que sobrevivió fue Pavlivka. En 1951, la RSS de Ucrania declaró pueblo a Pavlivka, e incluyó en su territorio los pocos edificios en pie que quedaban del resto de Porytsk.
Antes de la fundación del actual municipio en 2016, Pavlivka era sede de un consejo rural en el raión de Iványchi, que únicamente incluía como pedanías a Samovolia y Starosilia.